# Pitalito
Pitalito is een gemeente in het Colombiaanse departement Huila. De gemeente telt 102.937 inwoners (2005). Pitalito is de gemeente die de meeste koffie produceert in Colombia. De koffie is ook van een hoge kwaliteit.

## Afbeeldingen

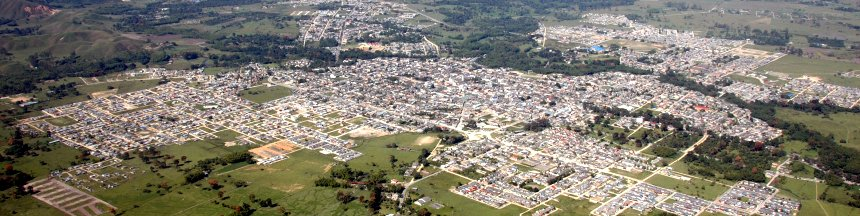
Panorama over Pitalito

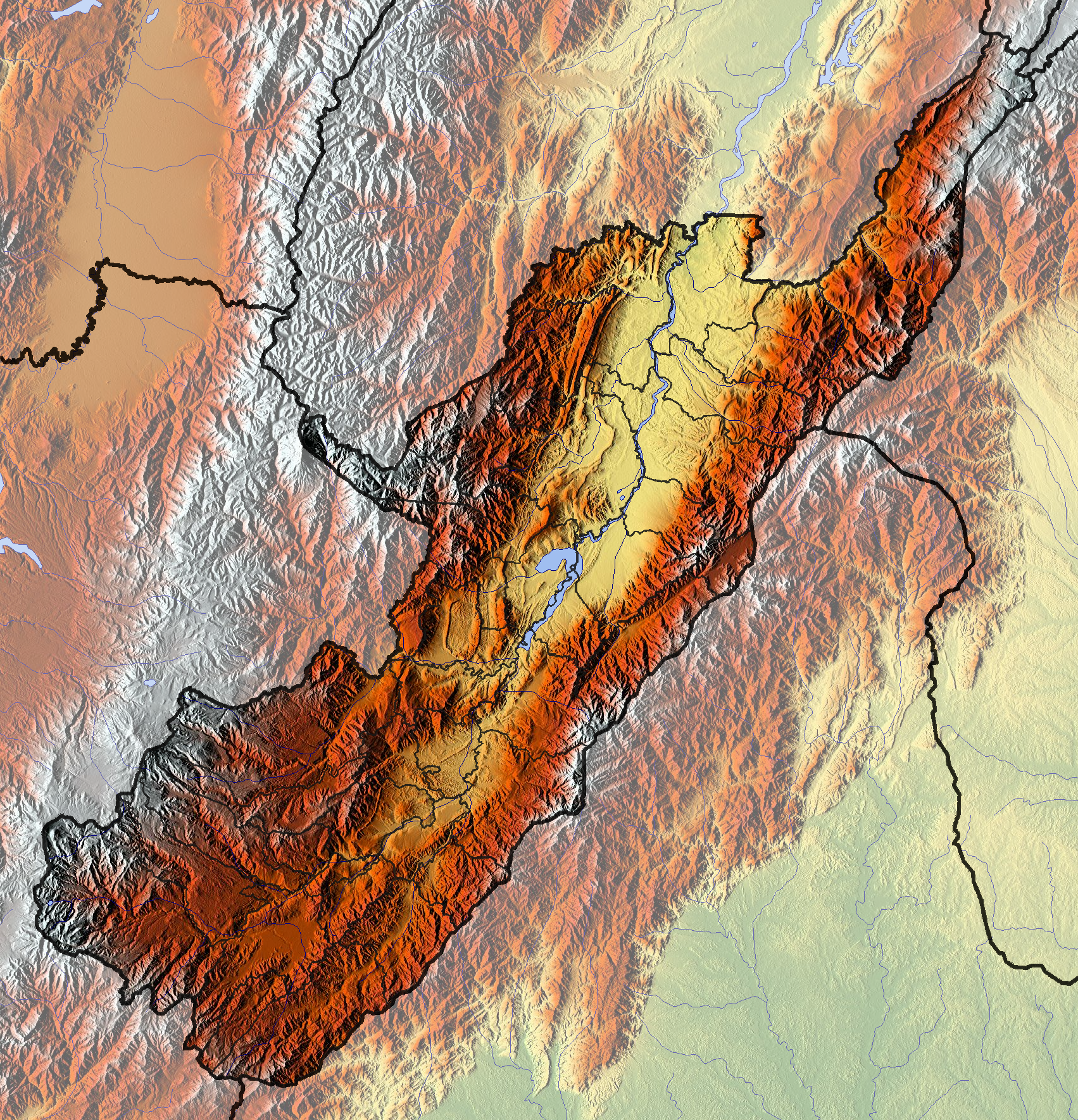
Topografische kaart van Huila

Acevedo · Agrado · Aipe · Algeciras · Altamira · Baraya · Campoalegre · Colombia · Elías · Garzón · Gigante · Guadalupe · Hobo · Iquira · Isnos · La Argentina · La Plata · Nátaga · Neiva · Oporapa · Paicol · Palermo · Palestina · Pital · Pitalito · Rivera · Saladoblanco · San Agustín · Santa María · Suaza · Tarqui · Tello · Teruel · Tesalia · Timaná · Villavieja · Yaguará
- Library of Congress Control Number: n97063950
- Nationale Bibliotheek van Israël: 987007542882405171
- Virtual International Authority File: 130357930